# ییپراک (دینار)
ییپراک (به ترکی استانبولی: Yıprak) یک منطقهٔ مسکونی در ترکیه است که در دینار (شهر) واقع شده‌است.